# Guru Meditation
Guru Meditation — назва критичної помилки операційної системи, яка з'являється в ранніх версіях операційної системи AmigaOS для домашніх комп'ютерів Commodore Amiga.

## Опис
При виникненні критичної помилки вгорі екрану з'являється чорний прямокутник. Залежно від типу помилки і версії AmigaOS колір шрифту і межі прямокутника може змінюватись — для звичайної помилки він є червоним, для помилки, після якої можна відновитися — жовтим або зеленим.
В помилці міститься налагоджувальна інформація, розділена на дві частини. Формат помилки представлений у вигляді двох шістнадцятиричних чисел, розділених крапкою.
При помилці процесора з'являється помилка виду #0000000x.yyyyyyyy, а при програмній помилці — виду #aabbcccc.dddddddd. Перше поле є або код обробника переривань процесора Motorola 68k (при помилці процесора), або ідентифікатором внутрішньої помилки у випадку програмної помилки. Друге поле містить адресу збійного блоку пам'яті. У разі, якщо тип помилки невідомий, в другому полі відображається 48454C50 («HELP» в кодах ASCII).
Для більшості користувачів текст помилки нічого не значить, тільки технічно підготовлені фахівці спроможні визначити за кодом помилки, що ж сталося із системою. Решта ж просто роздратовано перезавантажували комп'ютер.

## Походження назви
Термін «Помилка. Гуру медитує» з'явився на початку становлення компанії Amiga. Однією з розробок компанії був ігровий контролер JoyBoard, який управлявся за допомогою ніг. Для цього контролера була написана гра, в якій чоловік повинен був сидіти якомога довше в нерухомому стані в позі лотоса, нагадуючи медитацію індійського гуру. Як тільки він порушував нерухомість, з'являлася помилка медитації гуру — «guru meditation error».

## Використання в інших програмах
- Повідомлення про помилки скриптів в плеєрі Winamp виводяться вгорі екрану в такому ж прямокутнику, як і «guru meditation error» в AmigaOS.
- В системі віртуалізації VirtualBox повідомлення Guru Meditation видається в разі критичної помилки віртуальної машини.
- У грі-редакторі Future Pinball після запуску проекту може з'явитися повідомлення «Pinball Meditation», якщо присутні помилки в скрипті.
- Помилки зворотного проксі Varnish супроводжуються повідомленням Guru Meditation: XID: [ідентифікатор]
- Модуль розрахунку Folding@home при роботі відеокарти в нестандартному режимі може повідомляти про помилки саме в такому вигляді.
- При запуску Bad Piggies може варіюватися код помилки в Guru Meditation "Bad Piggies Meditation" значення #FFFFFFFF або #BBBBBBBB.

## См. також
- Blue Screen of Death
- Kernel panic
- Екран смерті